# Marta Szczygielska
Marta Szczygielska (Słupsk, 28 september 1981) is een Belgisch voormalig volleybalster met Poolse roots.

## Levensloop
Szczygielska was actief bij Isola Tongeren. In 2001 maakte ze de overstap naar VT Herentals en vervolgens naar Tamera Lummen. Vervolgens ging ze aan de slag in de Poolse competitie bij Energa Gedania uit Gdańsk. Na twee seizoenen sloot ze aan bij het Italiaanse Stamplast San Vito. Het daaropvolgende seizoen keerde Szczygielska terug naar de Poolse competitie, ditmaal bij PTPS Piła en vanaf seizoen 2010-'11 verdedigde ze de kleuren van Datovoc Tongeren.
Daarnaast was Szczygielska actief bij de Belgische nationale ploeg. Met de nationale equipe nam ze onder meer deel aan de Europese kampioenschappen van 2007 en 2009.
Haar partner Matias Raymaekers en moeder Jolanta Kania waren eveneens actief in het volleybal.